# Spelt
Spelt (Triticum spelta) er en af de ældgamle sorter af hvede. Kaldes også Farro. Man anser den i dag for at være en hybrid mellem urhvedesorterne Emmer og Enkorn. Den kendes fra mellemøstlige landbrugskulturer i det 2. årtusinde f.Kr., og den har været dyrket lige siden. Ved overgangen til det intensive landbrug blev spelt dog fravalgt, da udbyttet i kilogram kerner pr. hektar var mindre end hos nogle af de højtydende hvedetyper.

## Anvendelse
Produkter med spelt har dog i de seneste år vundet stor popularitet, hvorfor typen atter indgår i landbrugsproduktionen. Dog stadig i mindre målestok i forhold til andre hvedetyper. Spelt udmærker sig ved at have en anden glutensammensætning end de højtydende hvedetyper.
Visse steder i Bayern og Schweiz fortsatte man dog med at dyrke spelt, og derfor var der materiale til rådighed, da der blev efterspørgsel.
Af speltkerner fremstilles:
- Speltgryn
- Speltmel
- Speltøl

| Portal | Portal:Botanik |